# Aappilattoq (Avannaata)
Aappilattoq – miejscowość w zachodniej Grenlandii, położona na wyspie o tej samej nazwie, w archipelagu Upernavik, w gminie Avannaata. Zostało założone w roku 1805.

## Populacja
Populacja wzrosła w latach 90., jednak od tamtego czasu systematycznie maleje. W roku 2011 mieszkały tu 173 osoby.